# Exathetis strigata
Exathetis strigata är en fjärilsart som beskrevs av George Francis Hampson 1911. Exathetis strigata ingår i släktet Exathetis och familjen nattflyn. Inga underarter finns listade i Catalogue of Life.